# 狩生聖真
狩生 聖真（かりう しょうま、2006年12月25日 - ）は、大分県佐伯市出身のプロ野球選手（投手）。右投右打。埼玉西武ライオンズ所属。

## 経歴

### プロ入り前
佐伯市立明治小学校2年生のときに『佐伯スラッガーズ』で野球を始め、佐伯市立昭和中学校では軟式野球部に所属。3年春は県大会で優勝し、九州大会ベスト4。中学までは投手も兼任していたが、主に遊撃手であった。
佐伯鶴城高校へ進学すると、投手に専念し、1年夏の大分大会では背番号12でベンチ入り。1年秋は背番号1を付けたが、県大会では明豊との準決勝に敗れ、高田との3位決定戦にも敗れ、県4位であった。エースとして臨んだ2年夏の大分大会は鶴崎工業との3回戦で敗退。2年秋は背番号10を付け、県大会ではまたも明豊との準決勝に敗れたが、杵築との3位決定戦には勝利し、県3位であった。3年時は背番号1を付け、3年春の公式戦で最速150km/hを計測。3年夏の大分大会では3試合に登板し、計13回を投げて2失点・14奪三振を記録したが、大分との準々決勝で敗退した。甲子園出場経験はなし
2024年10月24日に開催されたドラフト会議にて、埼玉西武ライオンズから3位指名を受けた。11月4日には契約金5000万円・年俸700万円（金額はいずれも推定）で仮契約を締結。12月1日に新入団選手発表会が行われ、背番号は46と発表された。担当スカウトは岳野竜也。

## 選手としての特徴
186cmの長身から投げ下ろすストレートは最速150km/hを計測。担当スカウトの岳野竜也は「持ち味はストレートの質感。球速だけでは測れないベース上での伸びがある」と絶賛する。
ブレーキのあるチェンジアップなど、5種類の変化球も持つが、スライダーは本人が「変化の曲がり始めが早く、相手に見極められることも多い」と話す。また、大きい変化で打者の目線を変えるような球種もなく、本人も「変化球全般の精度をさらに上げていかないと“本物のストレート”は生きてこないと思っています」と話したように、ストレートを生かすための変化球に課題を抱えている。

## 詳細情報

### 背番号
- 46（2025年[13] - ）